# Andrzej Zieliński
Andrzej Franciszek Zieliński (Varsovia, Segunda República polaca, 20 de agosto de 1936-8 de diciembre de 2021) fue un velocista y atleta polaco especializado en la prueba de 4 x 100 m en la que llegó a ser subcampeón olímpico en 1964.

## Carrera deportiva
En los JJ. OO. de Tokio 1964 ganó la medalla de plata en los relevos 4 x 100 metros, con un tiempo de 39.3 segundos, llegando a meta tras Estados Unidos que con 39.0 segundos batió el récord del mundo, y por delante de Francia, siendo sus compañeros de equipo: Wiesław Maniak, Marian Foik y Marian Dudziak.